# EVO
EVO — українська IT-компанія, яка створює маркетплейси. Керівник — Кривошеєв Сергій Сергійович.
Компанія має проєкти: Prom.ua, Bigl.ua, Zakupki.Prom, Crafta.ua, Kabanchik.ua, Vchasno.ua, Shafa.ua, IZI.ua, Made with bravery — в Україні; Satu.kz — у Казахстані, Deal.by — у Білорусі, tiu.ru — в Росії (до березня 2022).

## Опис
2008 року було створено маркетплейси Prom.ua в Україні, Deal.by в Білорусі, Satu.kz в Казахстані, Tiu.ru в Росії.
2015 року до компанія купила сервіс Kabanchik.ua, створено Zakupki.prom.ua.
2016 року засновники компанії запустили Bigl.ua та майданчик авторських товарів Crafta.ua.
Компанію EVO створено в травні 2016 року для об'єднання проєктів.
До 2018 року мажоритарним акціонером EVO була група компаній Naspers — один з найбільших світових інтернет-холдингів, що є також акціонером OLX, Allegro, SimilarWeb.
Восени 2018 року EVO об'єдналась з компанією Rozetka.ua. Остання викупила частку Naspers в EVO, а частка засновників EVO трансформувалась в частку в об'єднаній компанії, операційне управління бізнесами залишилось незмінним.

### Shafa.ua
Один з проєктів компанії — маркетплейс Shafa.ua. На ньому розміщуються вживані товари, зокрема одяг, взуття, аксесуари, косметика тощо. Проєкт створено Антоном Єрмоленком та Ігорем Гуменюком 2013 року, з серпня 2017-го він є частиною EVO.

### Made with bravery
Made with bravery — маркетплейс, на якому продаються товари, виготовлені в Україні. Проєкт створенно 13 вересня 2022 за підтримки Visa, агенції Banda та за інформаційного сприяння Міністерства цифрової трансформації та Міністерства закордонних справ України.

## Проєкти

### Україна
- Prom.ua
- Bigl.ua
- Shafa.ua
- IZI.ua
- Kabanchik.ua
- Vchasno.ua
- Zakupivli.pro

### Казахстан
- Satu.kz

### Білорусь
- Deal.by[9]

### Росія
- Tiu.ru (закрито 3 березня 2022)

### Міжнародні
- Made with bravery